# NSS (satélite)
NSS é uma série de satélites que eram operados pela New Skies Satellites (posteriormente renomeada para SES New Skies). Atualmente os satélites remanescentes da frota NSS são operados pela SES World Skies divisão da SES S.A..

## Satélites
| Satélite | Fabricante                   | Data do lançamento      | Veículo de lançamento | Estado                        | Nota |
| -------- | ---------------------------- | ----------------------- | --------------------- | ----------------------------- | --- |
| NSS-5    | Lockheed Martin              | 23 de setembro de 1997  | Ariane 42L            | Inativo                       | Anteriormente conhecido por Intelsat 803 e NSS-803 |
| NSS-6    | Lockheed Martin              | 17 de dezembro de 2002  | Ariane 44L            | Ativo                         | |
| NSS-7    | Lockheed Martin              | 16 de abril de 2002     | Ariane 44L            | Ativo                         | |
| NSS-8    | Boeing                       | 30 de janeiro de 2007   | Zenit-3SL             | Fracassou                     | |
| NSS-9    | Orbital Sciences Corporation | 12 de fevereiro de 2009 | Ariane 5 ECA          | Ativo                         | |
| NSS-10   | Alcatel Space                | 3 de fevereiro de 2005  | Proton-M/Briz-M       | Ativo                         | Anteriormente denominado de Worldsat 2, GE-1i, AMC-12 e Astra 4A. Também conhecido por Star One C12 |
| NSS-11   | Lockheed Martin              | 1 de outubro de 2000    | Proton-K/Blok-DM-3    | Ativo                         | Anteriormente conhecido por GE-1A, AAP-1 e Worldsat 1 |
| NSS-12   | Space Systems/Loral          | 29 de outubro de 2009   | Ariane 5 ECA          | Ativo                         | |
| NSS-14   | Space Systems/Loral          | 14 de fevereiro de 2012 | Proton-M/Briz-M       | Ativo                         | Atual SES-4 |
| NSS-513  | Ford Aerospace               | 17 de maio de 1988      | Ariane 2              | Inativo                       | Anteriormente conhecido por Intelsat VA 13 e Intelsat 513 |
| NSS-703  | Space Systems/Loral          | 6 de outubro de 1994    | Atlas 2AS             | Inativo desde outubro de 2014 | Anteriormente conhecido por Intelsat 513 |
| NSS-806  | Lockheed Martin              | 28 de fevereiro de 1998 | Atlas 2AS             | Inativo desde outubro de 2018 | Anteriormente conhecido por Intelsat 806 |
| NSS-K    | RCA Astro                    | 10 de julho de 1992     | Atlas 2A              | Inativo                       | Inicialmente o mesmo era para ter sido lançado sob o nome Satcom K4, mas o lançamento do satélite foi cancelado. O mesmo foi lançado posteriormente pela Intelsat com o nome de Intelsat K. O satélite foi vendido para a New Skies e renomeado para NSS-K. |
| NSS-K-TV | Astrium                      | 13 de maio de 2003      | Atlas V               | Ativo                         | Também conhecido por Intelsat K-TV, Intelsat APR-3, Sinosat 1B, NSS-6 e HellasSat 2 |